# 2017年索馬利蘭總統選舉
2017年索馬利蘭總統選舉於該年11月13日舉行，為索馬利蘭自2003年以來的第三次總統選舉。索馬利蘭原本預定2017年3月27日舉行大選，包括總統及國會議員選舉，但由於當地旱災，延遲了六個月之久。最終總統與副總統選舉單獨於11月13日舉行。來自和平統一與開發黨（庫米耶）的現任總統艾哈邁德·穆罕默德·馬哈茂德並未競選連任。
結果由執政黨庫米耶的候選人繆斯·比希·阿卜迪贏得選舉，他獲得55%的選票。

## 選舉結果
11月21日全國選舉委員會宣布繆斯·比希·阿卜迪領導的和平統一與開發黨的獲得55.1%選票勝出選舉；而其競爭對手，阿巴迪拉曼·穆罕默德·阿卜杜拉希領導的沃丹尼取得40.7%選票；正義與發展則只得4.2%選票。
| 候選人                         | 政黨             | 得票    | %     |
| ------------------------------ | ---------------- | ------- | ----- |
| 繆斯·比希·阿卜迪               | 和平統一與開發黨 | 305,909 | 55.10 |
| 阿巴迪拉曼·穆罕默德·阿卜杜拉希 | 沃丹尼           | 226,092 | 40.73 |
| 費薩爾·阿里·瓦拉貝             | 正義和福利黨     | 23,141  | 4.17  |
| 廢票/白票                      | 廢票/白票        |         | –     |
| 總計                           | 總計             | 555,142 | 100   |
| 註冊選民/投票率                | 註冊選民/投票率  |         | 80    |
| 來源：Somalia Update           |                  |         |       |